# San Giuseppe col Bambino (Murillo John and Mable Ringling Museum)
San Giuseppe col Bambino è un dipinto del pittore spagnolo Bartolomé Esteban Murillo realizzato circa nel 1670-1675 e conservato nel John and Mable Ringling Museum di Sarasota negli Stati Uniti d'America.